# حسین هدایتی
حسین هدایتی (زادهٔ ۱۳۴۲، تهران) سرمایه‌دار و مدیر ورزشی  است که به دلیل تأسیس باشگاه استیل‌آذین تهران شناخته شده‌است. در ادبیات ورزشی ایران، وی به عابر بانک فوتبال شهرت دارد. هدایتی در اردیبهشت ماه ۱۳۹۸ به جرم اخلال در نظام اقتصادی کشور از طریق تحصیل مال نامشروع به ۲۰ سال زندان محکوم شد.

## زندگی‌نامه
حسین هدایتی دولابی در سال ۱۳۴۳ در محله دولاب تهران زاده شد. وی صاحب پنج فرزند بنام‌های علی، احمد، الهام، الناز و همیلا می‌باشد. به گفتهٔ هدایتی پدرش برایش مغازه‌ای می‌خرد و او با یک سرمایهٔ ۱۳ هزار تومانی کار خود را شروع می‌کند. او در این مغازه واشرها و لولاهای کابینت تولید می‌کرده‌است. بعدها به تولید تزئینات پرده روی می‌آورد. سپس یک سولهٔ ۱۱ هزار متری در شهرک صنعتی علی‌آباد خریداری می‌کند. او می‌گوید:
«من هر چی گیرم می‌آمد ملک می‌خریدم و هرچه دارم از ملک دارم.»
به گفتهٔ هدایتی، او با کمک دوستان خود عیدی‌هایی در حد ۲۵۰۰ تومان دریافت می‌کرده‌است. او این پول‌ها را صرف خرید سکه و زمین می‌کرده و به عنوان برکت زندگی به آن‌ها می‌نگریسته‌است. با گذشت زمان برخی از این زمین‌ها قیمتشان به میلیاردها تومان می‌رسد. به عنوان نمونه خودش به خرید زمینی به قیمت دو میلیارد و سپس فروش آن به قیمت سیصد میلیارد تومان، یا خرید زمینی به قیمت ۲۱ میلیارد تومان و افزایش قیمت آن زمین تا ۲۶۰ میلیارد تومان در سال ۱۳۹۶ اشاره می‌کند.

## ثروت
از دارایی‌هایی که به وی نسبت داده شده‌است، می‌توان به مالکیت شرکت هولدینگ استیل آذین ایرانیان و صنایع استیل آذین، شرکت خاور آذین و شرکت فجر گالوانیزه سپاهان کاشان، همچنین شرکت پرورش میگوی نایبند اشاره کرد. وی پیشتر از سهام‌داران بانک تات بود. در دوره‌ای مالکیت ۷۰ درصد از سهام باشگاه فوتبال ملوان بندرانزلی در اختیار هدایتی بود، که به دلیل بروز برخی اختلافات، وی مالکیت خود در این باشگاه را به فردی بنام سیروس محجوب واگذار نمود. باشگاه فوتبال گهر دورود نیز در دوره‌ای از دارایی‌های وی محسوب می‌شد.

## اختلاس و اخلال در نظام اقتصادی

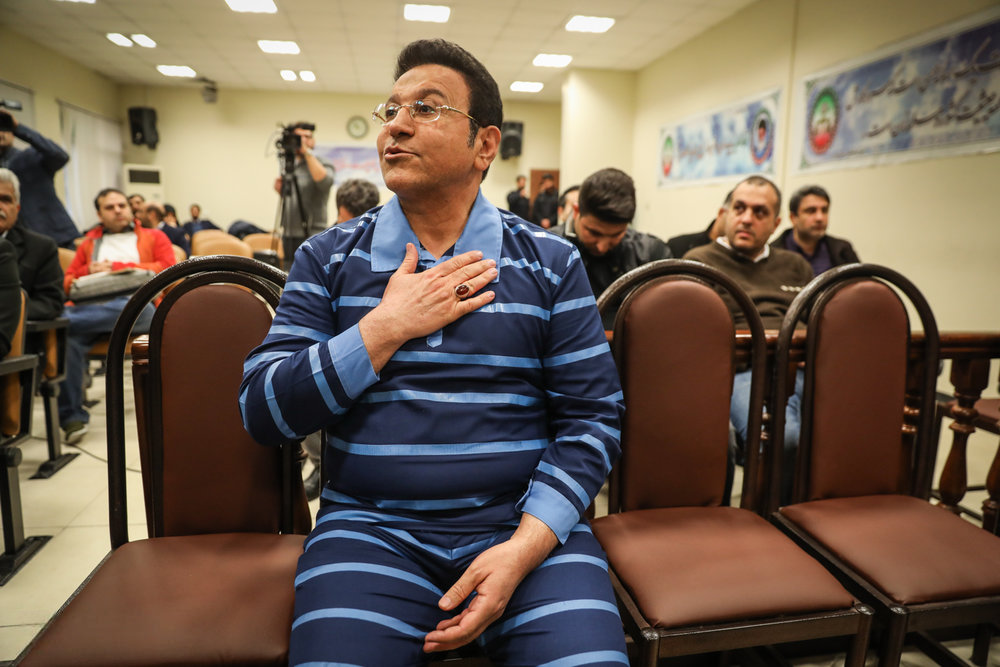
هدایتی به عنوان متهم در دادگاه مفاسد اقتصادی

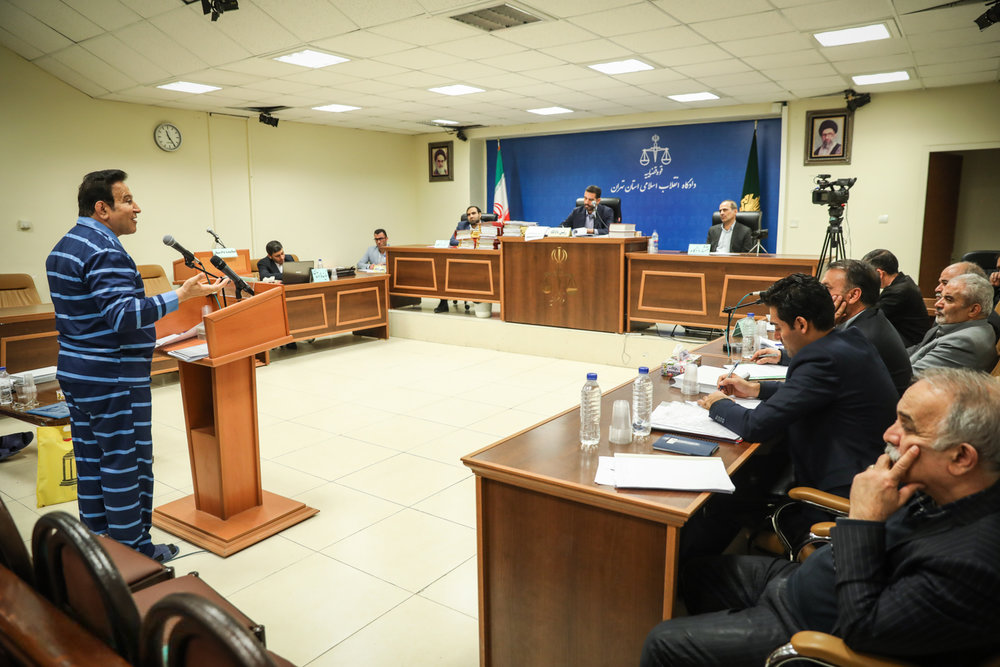
حسین هدایتی با لباس زندان، در دادگاه مفاسد اقتصادی

حسین هدایتی در سال ۱۳۹۷ با اتهامات اختلاس و اخلال در نظام اقتصادی کشور، با حکمی از سوی قوه قضائیه، بازداشت و روانه زندان شد.
پرونده حسین هدایتی به‌عنوان یکی از بدهکاران بانک سرمایه که طبق کیفر خواست صادره برای اعضای هیئت مدیره این بانک، با پرداخت رشوه موفق به اخذ ۵۸۶ میلیارد تومان وام، از بانک سرمایه شده‌است و اکنون از ادای دیون معوق خود استنکاف می‌کند، به شعبه ۳ دادگاه ویژه مفاسد اقتصادی ارجاع شده‌است. بررسی روند اخذ تسهیلات نشان می‌دهد حسین هدایتی از طریق شرکت‌های خریداری شده و رشوه دادن به مدیران بانک سرمایه، وجوه قابل توجهی از این بانک تحت عنوان وام تسهیلات دریافت نموده و تا سال ۱۳۹۷ که مدت ۴ سال از تاریخ سررسید معوقات بانکی او گذشته‌است، هیچ‌گونه پرداختی به بانک انجام نداده است. نماینده دادستان در جلسه دادگاه ویژه مجرمان اقتصادی گفت:
تعدادی از مدیران بانک سرمایه در ازای خوش خدمتی به برخی افراد و پرداخت تسهیلات کلان بدون ضابطه، امتیازات زیادی را در قالب رشوه پرداخته‌اند که به عنوان مثال می‌توان به این موضوع اشاره کرد که به پرداخت شدن تسهیلات به آقای یاسر ضیایی، قائم‌مقام بانک اشاره کرد، یا پرداخت تسهیلات به بهانه خوش خدمتی به آقای حسین هدایتی بدون تودیع وثیقه، به ارزش ۱۳۰ میلیارد ریال، که ۲۵ میلیارد ریال از تسهیلات را گرفته و اکنون نیز در منزل هدایتی سکونت دارد؛ یا می‌توان پرویز کاظمی از اعضای هیئت مدیره بانک سرمایه را مثال زد، که در ازای پرداخت تسهیلات کلان ۶۰۰ میلیارد ریالی به حسین هدایتی، به سمت رئیس هیئت مدیره شرکت استیل آذین منصوب شده‌است. در اکثر پرداخت‌ها به شرکت‌های هدایتی کارشناس اعتباری شعبه با هدایت هیئت مدیره عدم گردش مالی شرکت، ریسک بالای پرداخت و اینکه شرکت متقاضی فاقد هرگونه حساب معتبر و اهلیت می‌باشد را به هیئت مدیره متذکر شده‌است. اما علی‌رغم این هشدارها تسهیلات کلان پرداخت می‌شده‌است. آقای هدایتی در بانک سپرده گذاری می‌کرده و اقدام به گرفتن وام می‌نموده‌است و سپس با یک چک، سپرده را آزاد می‌کرده‌است.
سخنگوی قوه قضائیه در تاریخ ۳۱ اردیبهشت ماه ۱۳۹۸ در ارتباط با پرونده هدایتی اعلام کرد:
حسین هدایتی به جرم اخلال در نظام اقتصادی به ۲۰ سال حبس، محرومیت دائم از به‌کارگیری در خدمات دولتی و رد مال معادل ۴۸۸ میلیارد تومان به نفع بانک سرمایه و به تحمل ۷۴ ضربه شلاق در انظار عمومی محکوم شد.

## هزینه‌ها در فوتبال
هدایتی در طول سال‌های متمادی پول‌های کلانی را در فوتبال و به ویژه در باشگاه فوتبال پرسپولیس هزینه کرد و گهگاه اسناد این هزینه‌ها را منتشر می‌کرد. وی در دوره‌ای قصد خرید باشگاه پرسپولیس تهران را داشت او همچنین هزینه‌های زیادی برای جذب بازیکن تیم محبوبش پرسپولیس متحمل شده و در قهرمانی‌های پی در پی این باشگاه نقش موثری داشت 
در حین بازجویی از وی از سوی نماینده دادستان عنوان شد که بازیکنانی که از وی پول بیت المال را دریافت کردند باید به بیت المال بازگردانند که در همان موقع ، مورد قبول افراد سرشناس فوتبالی قرار نگرفت .

### قرارداد فدراسیون با آدیداس
۴۰۰ هزار دلار مبلغ مربوط به قرارداد مبهمی است که فدراسیون فوتبال با شرکت آدیداس منعقد کرده بود و اطلاع‌رسانی مناسبی در خصوص آن نشد. در روزهای تحریم، هدایتی پول البسه را به شرکت آدیداس پرداخت نمود و پیراهن‌های تیم ملی به مسئولان فدراسیون تحویل داده شد. با تاخیر چند روزه انجام شد

### پرداخت به کی‌روش
در دی ماه سال ۱۳۹۶ حسین هدایتی در آیتمی در برنامه ۹۰ که در خصوص بررسی پرونده سرمایه‌دارانی که در فوتبال ایران هزینه می‌کنند، می‌پرداخت، مدعی شد که در ۲ مرحله ۵ و ۷ ماهه، بنا بر تقاضای فدراسیون فوتبال برای قسط مطالبات کارلوس کی‌روش حدود ۴۰۰ هزار دلار پرداخت نموده است؛ رقمی که با توجه به میانگین قیمت دلار در سال ۱۳۹۶ حدود ۲ میلیارد تومان برآورد می‌شود.